# Stora Tomteby
Stora Tomteby är en gård och tidigare by i Ljungby socken i Kalmar kommun belägen norr om Ljungbyholm.
Byn Tomteby finns omnämnd i skattelängderna från 1500-talet. Byn bestod av sju hemman, varav ett tillhörde Kalmar nunnekloster. Byns marker var vattensjuka. De utdikades 1851 och den odlingsbara ytan ökades avsevärt. Ett brännvinsbränneri startades på gården. Efter en konkurs 1868 köptes Stora Tomteby av grosshandlare August Petersson som även ägde Stora Tingby. Fastigheten donerades till Ljungby kommun 1899. Gården arrenderades ut till riksdagsmannen Arthur Heiding, kommunikationsminister i Bramstorps sommarregering 1936,  som köpte den 1920 varefter huvudbyggnaden revs. Ett äldre hus blev gårdens nya bostad efter en om- och tillbyggnad 1924.